# Ariake Urban Sports Park

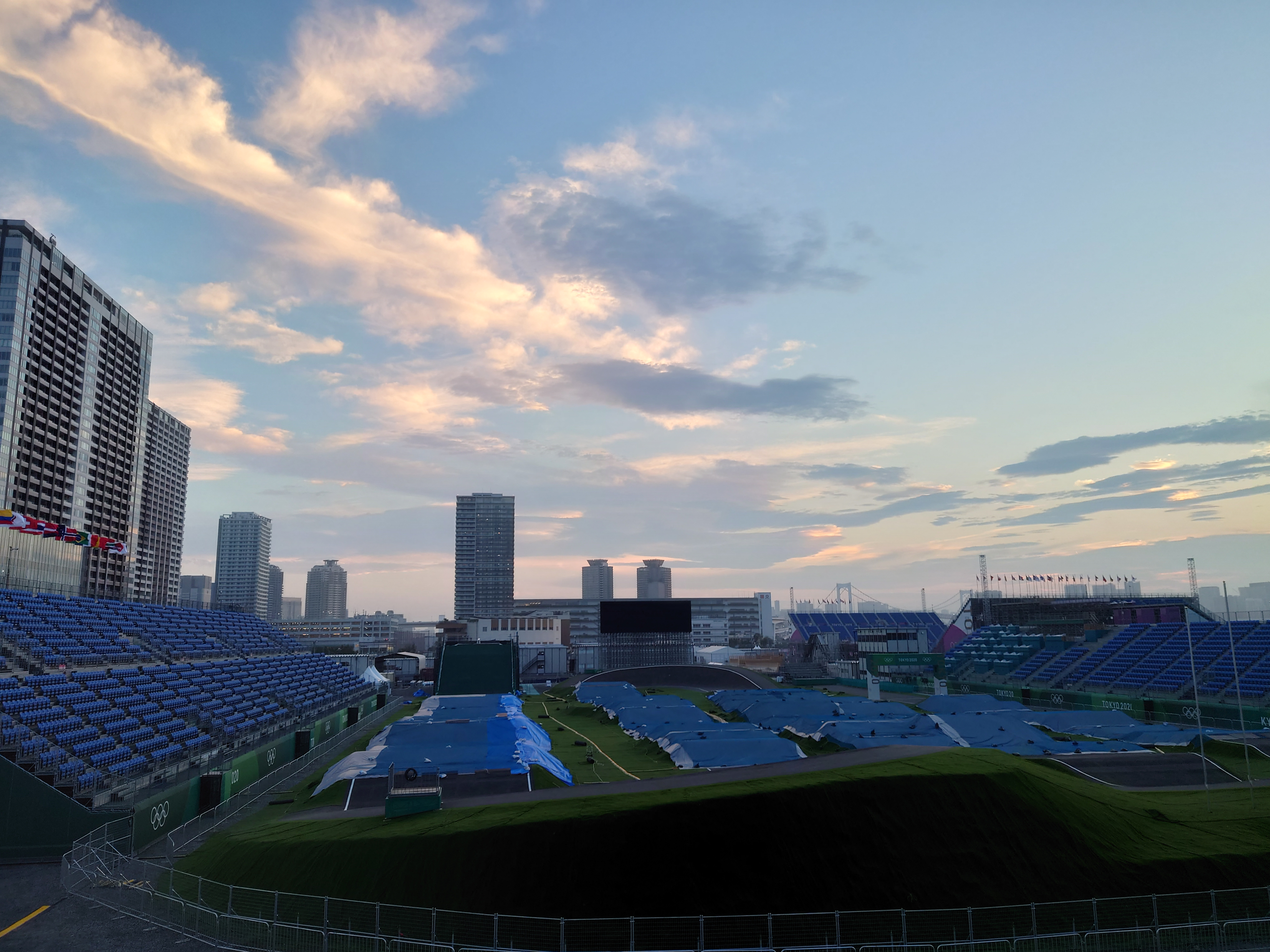
Het Ariake Urban Sports Park

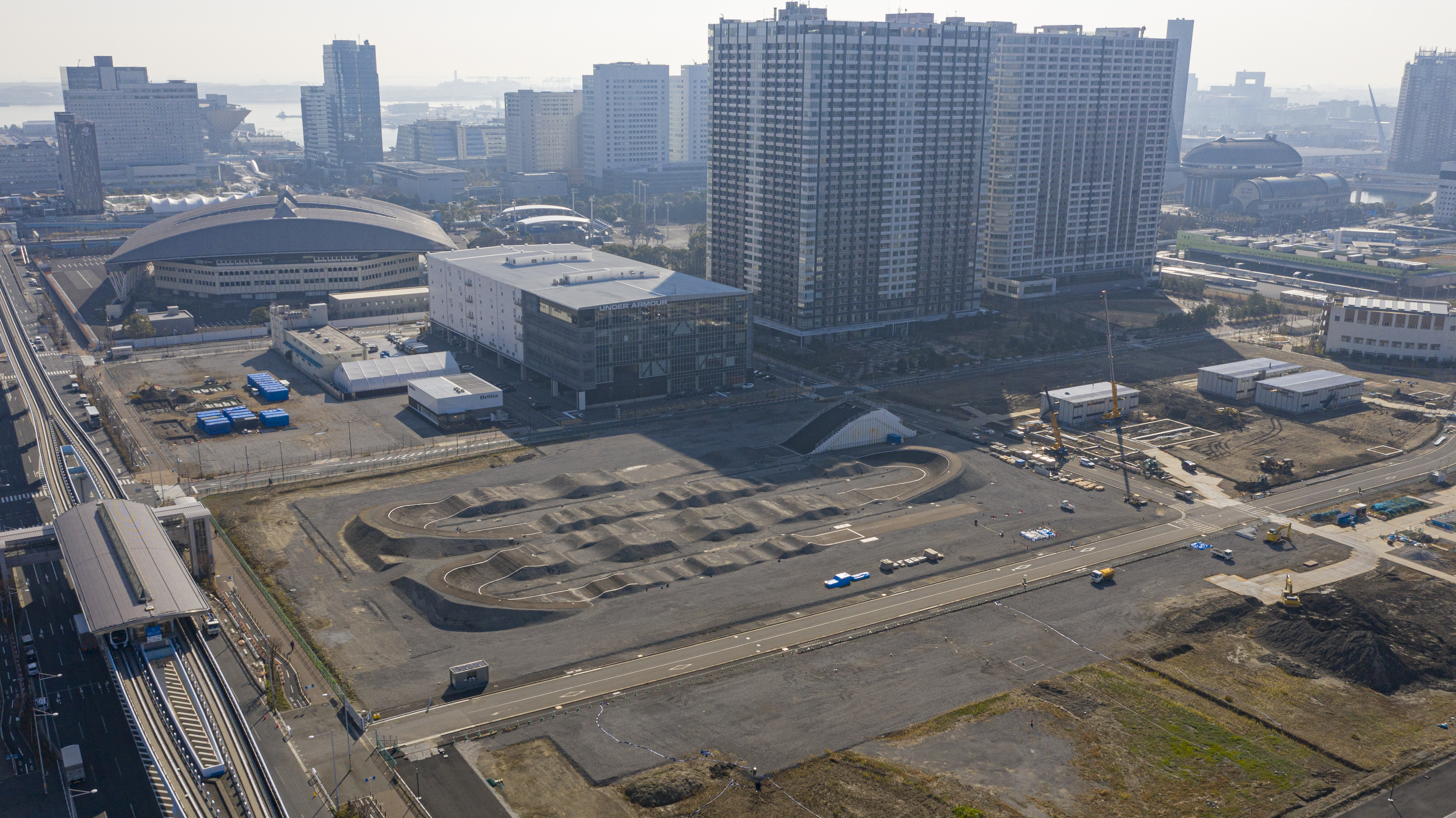
BMX parcours in aanleg in januari 2020

Het Ariake Urban Sports Park (有明アーバンスポーツパーク, Ariake ābansupōtsupāku) is een Japans sportveld gelegen in de wijk Ariake, in de Japanse stad Koto, een van de drieëntwintig speciale wijken en gelijktijdig ook een satellietstad binnen de Prefectuur Tokio. Het sportpark ligt in het zuiden van de agglomeratie, aan de baai van Tokio.
Het park is de locatie van de skateboardcompetitie (met de park en street competities voor telkens mannen en vrouwen), de BMX race voor mannen en vrouwen en de BMX freestyle voor mannen en vrouwen tijdens de Olympische Spelen. Tijdens de Paralympische Spelen staan er geen competities gepland. De tijdelijke tribunes rond het BMX parcours en het skateboardterrein bieden plaats aan maximaal 8.400 toeschouwers.